# Per Nukaaraq Hansen
Per Nukaraq Hansen (født 21. juni 1947) er en grønlandsk politiker.
Han repræsenterer partiet Kattusseqatigiit (Kandidatforbundet). Pr 2007 er han borgermester i Ivittuut Kommune, en stilling han overtog efter Henrik Skolemose, som da havde siddet der i 18 år.